# René Violaines
René Violaines, né René Lestage le 7 décembre 1898 à Cazères et mort à Bordeaux le 10 juin 1980, est un poète, écrivain régionaliste français du XXe siècle, directeur de La Renaissance provinciale et des Cahiers littéraires.

## Biographie
René Louis Germain Lestage, né le 7 décembre 1898 à Cazères-sur-Garonne, est le fils de Henri François Lestage, comptable aux chemins de fer (né vers 1872) et d’Anna Lacourt (née vers 1875).
Il est incorporé en avril 1917 pour le service militaire pendant la Première Guerre mondiale au 18e Régiment d’artillerie. Il passe ensuite au 11e Régiment d’artillerie puis au 276e Régiment d’artillerie en mars 1918, il est nommé brigadier en mars 1919 et démobilisé en mai 1920.
De retour de la Grande Guerre, il donne des conférences sur Les Ecrivains de chez nous à Bordeaux, notamment à propos de Jean Rameau et Loÿs Labèque. Il publie en 1925 une étude sur le poète landais Loÿs Labèque.
En 1924, il fonde avec Henri Feur la revue Les Cahiers littéraires qui s'ouvre sur un concours littéraire doté de deux prix de 1000 francs pour la poésie et la prose.
Dès les années 1920, il dirige la Société des écrivains de province, fondée à Bordeaux pendant la Première Guerre mondiale, qui publie un journal, La Revue provinciale, et crée en 1925 l'Académie des Dix, qui s'élargira plus tard pour devenir l'Académie de Province.
Dans le texte qu’il écrit sur son ami René Maran, il rapporte qu’il ’intéressait au régionalisme et pratiquait la poésie depuis les bancs du lycée Victor Duruy, à Mont-de-Marsan. Son ami Maran écrit que, « depuis Emmanuel Delbousquet, jamais la lyre gascogne n'avait retenti de tels accents ». Le journal La Démocratie lui consacre un article après la sortie du recueil Images et enluminures et décrit une « sensibilité violemment refoulée et comprimée à l’intérieur et ne se manifestant que par images brèves, par explosions subites. Ce sont des quatrains; parfois, mais plus rarement, des sixains, à forme tantôt libre ou régulière, et qui tous tendent à enclore dans le cadre le plus resserré une émotion, un mouvement de l’âme, un spectacle de la nature ».
En 1945, il est directeur de Notre métier, la revue des cheminots et crée en 1952 l'Association des écrivains cheminots. En son souvenir, chaque année, un concours littéraire des cheminots francophones remet le prix René-Violaines consacré à la poésie régulière.
Il est secrétaire perpétuel de l'Académie de Province, réorganisée en 1946, sous la présidence de Philéas Lebesgue et la vice-présidence de Maurice Genevoix et élu, avec Armand Salacrou, commissaire aux comptes du Comité national des écrivains en 1947.
René Violaines meurt à Bordeaux le 10 juin 1980.

## Œuvres principales
- La route de mémoire : poèmes, 1923[18]
- Images et enluminures : poèmes, 1925[19]
- La Lampe d'automne, 1927[10]
- La terre des pins : poèmes, 1950[20]
- Chanterimes : poèmes, 1958[21]

## Distinctions
- Officier de l'Instruction publique, Officier d'Académie, par arrêté du 10 février 1938[22]
- Chevalier de la Légion d'honneur, 1954[9]